# Armand Lévy (Mineraloge)
Armand Lévy (* 14. November 1795 in Paris; † 29. Juli 1841 in Saint-Germain-en-Laye) war ein französischer Arzt, Mineraloge und Mathematiker.
Lévy zeigte zwar schon früh eine Neigung zur Mathematik, wurde allerdings 1818 nach London an das Royal College of Physicians geschickt, um Medizin zu studieren. Dort lernte er den englischen Mineralhändler Henry Heuland kennen, der sein Interesse an den Mineralen weckte. Durch Heuland bekam er gute Kontakte zu verschiedenen bekannten Wissenschaftlern wie William Hyde Wollaston und John Herschel.
Von 1828 bis 1830 lehrte er an der Universität Lüttich in Belgien. Danach war er als Lehrer der Mineralogie am Lycée Charlemagne in Paris tätig. Er war zudem Mitglied in der Belgischen Königlichen Akademie.
Lévy entdeckte und beschrieb zahlreiche neue Minerale und Varietäten, so unter anderem Beudantit, Forsterit, Babingtonit, Brochantit, Roselith, Brookit, „Herschelit“ (heute: Chabasit-Na), Phillipsit und Willemit und veröffentlichte seine Mineralbeschreibungen zwischen 1822 und 1827.

## Ehrungen
Die Minerale Lévyn-Ca und Lévyn-Na wurden nach ihm benannt.